# Thomas Grünfeld
Pour les articles homonymes, voir Grünfeld.
 (février 2013).
 (mai 2015).
Si vous disposez d'ouvrages ou d'articles de référence ou si vous connaissez des sites web de qualité traitant du thème abordé ici, merci de compléter l'article en donnant les références utiles à sa vérifiabilité et en les liant à la section « Notes et références ».
Thomas Grünfeld, né le 29 juin 1956 à Opladen, en Allemagne, est un artiste allemand qui vit et travaille à Cologne.

## Biographie
En 1978, il entre à l’Académie des Arts de Stuttgart, et sort diplômé en 1982. Dès 1980, il expose dans une galerie à Stuttgart.
Il est depuis 2004, professeur de sculpture à l'Académie des beaux-arts de Düsseldorf.
Thomas Grünfeld est représenté en France par la galerie Jousse entreprise, en Allemagne par la galerie Michael Janssen à Berlin et à Zurich par la galerie Haas AG+.

## Travail
Artiste contemporain s'exprimant sur de nombreux média, il travaille aussi bien la peinture, la sculpture que la photographie depuis les années 2000.
Travaillant par séries, il provoque, interpelle et fascine, son inspiration se trouvant toujours à mi-chemin entre onirisme et réalité.
Il existe quatre grandes périodes, ou séries : la première les «Misfits» (collages de différents animaux ensemble), les «eye paintings» (toile monochrome, comportant des yeux de verres) «les peintures» (mélange et superposition de matière) enfin les «photographies» amorcé en 1999 (photographies de nus). On peut donc qualifier son style d'« art imaginaire ».

## Expositions

„misfits“
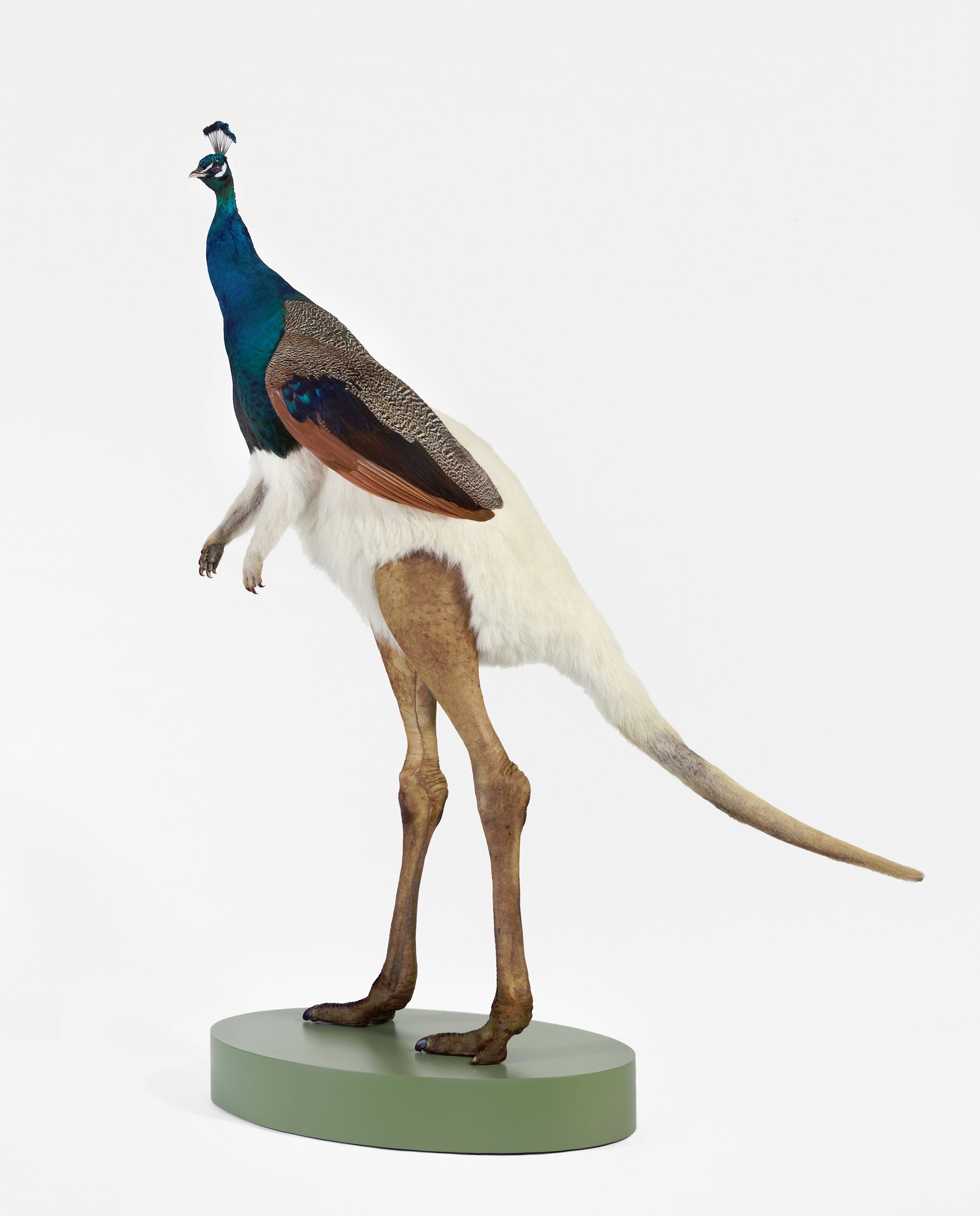
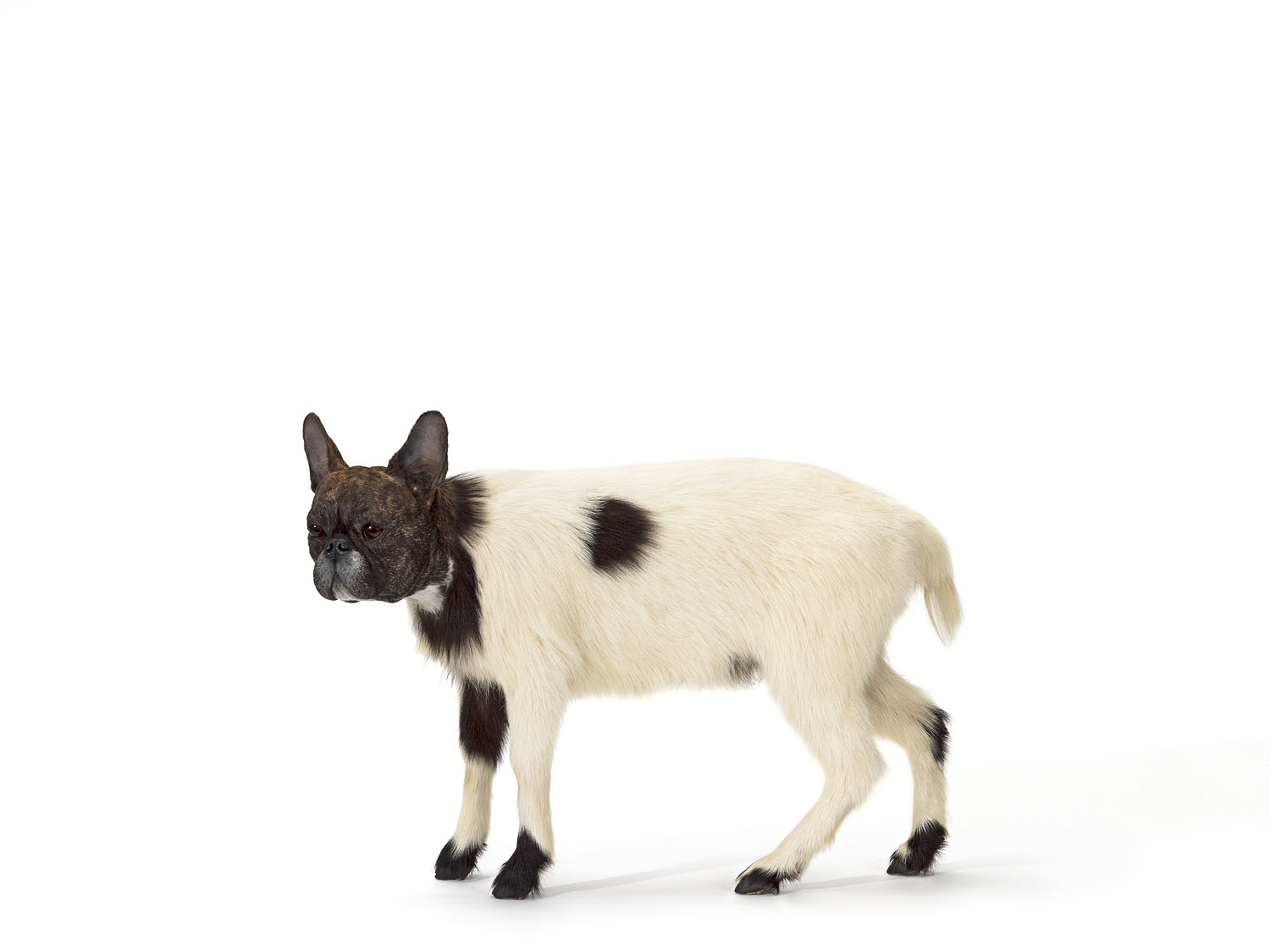

### Expositions personnelles
2010
- Felt. Galerie Haas, Zürich, Switzerland

2009
- salon Jousse Entreprise, Paris

2008
- Heimspiel McBride Fine Art, Antwerpen
- Thébaïde Galerie Michael Janssen, Berlin

2007
- feltri Massimo de Carlo, Milano

2006
- Galeria Metta, Madrid
- felt felt Galerie Michael Janssen, Köln

2005
- homey, jousseentreprise, Paris
- Galeria OMR, Mexiko City (with Peter Zimmermann)

2003
- Galerie Ulrich Fiedler, Cologne
- New Eyes Paintings, Karsten Schubert, London, England

2001
- jousse entreprise, paris

2000
- Galerie Magers und Sprüth, Cologne
- Marianne Boesky Gallery, New York
- Thomas Cohn Gallery, Sao Paulo
- Heimspiel/Home Game, Galerie Michael Janssen, Cologne
- Galerie Haas & Fuchs, Berlin

1999
- Galerie Jousse Seguin, Paris
- Forum Kunst Rottweil, Rottweil

1989
- Tanja Grunert, Cologne
- Ralph Wernicke, Stuttgart

1988
- Massimo De Carlo, Milan
- Jay Gorney Modern Art (avec Thomas Locher), New York
- XPO Galerie (avec Willi Kopf), Hamburg
- Interim Art, Londres
- Karsten Schubert Ltd, Londres
- Galerie Krinzinger, Vienne

1987
- XPO Galerie, Hamburg
- Tanja Grunert, Cologne

1986
- Tanja Grunert, Cologne

1985
- Ralph Wernicke, Stuttgart

1984
- Tanja Grunert, Cologne

1983
- Galerie Schmitz & Becker, Duisburg

1982
- Galerie Tanja Grunert, Stuttgart

1980
- Galerie Grunert-Müller, Stuttgart

### Expositions Collectives
2011
- Oves Your Cities Grass Will Grow. Hidde van Seggelen Gallery, London
- Schnitte im Raum: Skulpturale Collagen. Museum Morsbroich, Leverkusen, Germany
- Two Collectors: Thomas Olbricht and Harald Falckenberg. Deichtorhallen, Hamburg, Germany

2010
- Celebration. Alex Mylona Museum, Athens, Greece

2009
- Extended. Sammlung Landesbank Baden-Würtemberg. (kuratiert von / curated by Lutz Caspar, Gregor Jansen), ZKM / Museum für Neue Kunst, Karlsruhe, Germany
- The Cassini Cruise. Ardi Poels Projects, Maastricht
- Archeology of the future. (kuratiert von / curated by Li Edelkoort) Designhuis, Eindhoven
- Le Songe d'une Nuit d‘Hiver. Jousse Entreprisse, Paris
- SuperStories. 2 de triennale voor beeldende kunst, Kunstencentrum Z 33, Hasselt

2008
- Genesis - die Kunst der Schöpfung, Zentrum Paul Klee, Bern
- Expedition ins Tierreich, Sprengel Museum, Hannover
- Länderspiel, MMKK Museum für Moderne Kunst, Klagenfurt
- Dressing the message, Sprengel Museum, Hannover
- Bildspeicher, Akademie Galerie, Düsseldorf

2007
- Mondo mobili, Sprüth Magers Galerie, Köln
- Artempo, Palazzo Fortuny, Venezia
- Die Kunst zu sammeln, Kunstpalast, Düsseldorf
- Absolumental 2, les Abattoirs - Frac Midi-Pyrénées, Toulouse
- Opere dalla collezione di arte Contemporanea di Ubi-Banca Popolare di Bergamo, Chiostro di Santa Marta, Bergamo
- Bloedmooi, Schielandshuis, Rotterdam
- Wunder über Wunder, Kunsthalle, Erfurt
- Idylle-Traum und Trugschluß, Galerie der Stadt, Remscheid

2006
- Mondo mobili, Monika Sprüth Galerie, Köln
- KLF, I-20 Gallery, New York
- Die Neue Sammlung- Zweite Präsentation, Akademie-Galerie, Düsseldorf
- Goethe abwärts; Deutsche Jungs etc., Mönchehausmuseum für moderne Kunst, Goslar
- Globus Dei, Josef Albers Museum, Bottrop
- Bêtes de style, Musée de design et d’arts appliqués contemporains, Lausanne
- Hybridit, 21 Century Museum, Louisville
- Idylle, Phoenix Kulturstiftung, Hamburg/ Domus Artium 2002, Salamanca/ Nationalgalerie, Prag
- FASTER! BIGGER! BETTER!, ZKM, Karlsruhe
- All we ever wanted was Everything, Centre d’art contemporain la Synagogue de Delme
- Diagnose (Kunst), Kunstmuseum, Ahlen
- Extraits, Lieu d’Images et d’Art, Grenoble
- NATURalia, Galerie Futura, Prag
- Roger Paihas, Musée d’Art contemporain, Marseille
- Extraits- douze œuvres d’une collection privée, LIA/Bastille, Grenoble

2005
- Contiene Glutamato, Galeria OMR, Mexico City
- Hirnsturm, Kulturzentrum, Bern
- In-Formation, Jana Koniarka Gallery, Tyrnau
- Wereld. Natuur. Kunst. Staatsbosbeheer in De Nieuwe Kerk, Amsterdam

2004
- Collage, Bloomberg Space, London
- Grotesque, Burlesque, Parodie, Centre d’art contemporain, Meymac
- Animaux, Seedamm Kulturzentrum, Pfäffikon
- Instinto, Galeria Fúcares, Almagro

2003
- Chimères, Salle du quai Antoine 1er, Monaco
- Modamorphose, Le Printemps de la mode, curator : Catherine Örmen, Paris, F
- Outlook, Benaki Museum, Athens (curated by Christos Joachimides), Grèce

2000
- alleria Andrè Viana, Porto, Portugal
- Unnatural Science MASS MoCA, North Adams, MA

1999
- Zoom, Ansichten zur deutschen Gegenwartskunst, Sammlung Landesbank
- Baden-Württemberg, Forum Landesbank Baden-Württemberg; Villa Merkel, Esslingen;
- Galerie der Stadt, Stuttgart; Württembergischer Kunstverein, Stuttgart
- Animal, Musée Bourdelle, Paris
- My name, Museum der Bildenden Künste, Leipzig
- Dobles Vides, Hibernacle, Barcelone

1998
- Organic, Les Abattoirs, Toulouse
- Anima, Animus, Taidemusee, Pori
- Body Fiction, Art Gallery, Auckland
- City Art Gallery, Wellington

1997
- German Art II, Saatchi Gallery, Londres
- Home Sweet Home, Deichtorhallen Hamburg, Hamburg
- Plastik, Württembergischer Kunstverein, Stuttgart
- Wandstücke IV, Galerie Bob Van Orsouw, Zürich

1996
- SIAFO, Exhibition Center, Séoul
- Hybrids, Stichting de Appel, Amsterdam
- Happy End, Kunsthalle, Düsseldorf
- Private View, Bernard Castle, Newcastle 1995
- Disneyland After Dark, Konstmuseum Uppsala
- Animaux d’aujourd’hui, Donjon de Vez
- Pièces - Meublés, curator R. Nickas, Galerie Jousse Seguin, Paris
- La valise du célibataire, Railway Station, Maastricht

1994
- The Institute if Cultural Anxiety - Works from the Collection, Institute of Contemporary Art, Londres
- Frankenstein : Exploration in Manipulations and Surrationality, Macdonald Stewart Art Centre, Toronto
- Nature Morte, Galerie Antoine de Galbert, Grenoble
- Grund : Works from the Collection, Musée Boymans-van Breunigen, Rotterdam
- Informator collectionne, Galerie du Collège Marcel Duchamp, Châteauroux
- Kunstwert, Galerie Michael Fuchs, Berlin
- Kunst im öffentlichen Raum, Galerie Hans Barlach, Hamburg
- Das Genre Tier, Interimsgalerie der Künstler, München; Kunstwerke eV, Berlin

1993
- Wall Works, Éditions Schellmann, Cologne
- Alan Smithee, Galerie Philomene Magers, Cologne
- Curios & Miribilia, Château d’Oiron, Oiron
- Der 8. Tag, Oberösterreichisches Landesmuseum, Linz
- The last garden, Galleria d’Arte Moderna, Bologne
- Galerie Massimo De Carlo, Milan
- Kunst um Kunst, Kunsthalle Bielefeld

1992
- 1968, Le Consortium, Dijon
- Humpty Dumpty’s Kaleidoscope A new generation of german artists,
- Museum of Contemporary Art, Sydney
- Refusing to Surface, John Hansard Gallery, Southampton; Ikon Gallery,
- Birmingham; South London Art Gallery
- Avantgarde & Kampagne, Kunsthalle, Düsseldorf
- Animals, Anne de Villepoix, Paris
- 5th Anniversary Show, Karsten Schubert Ltd, Londres
- Multiples/grafiek, in situ, Ardi Poels, Maastricht

1991
- ARS - USU, Musée municipal de La Haye
- Vis à Vis, Anciens Établissements Sacrés, Lüttich 36e Salon de Montrouge
- Glivers Reisenul, Galerie Sophia Ungers, Cologne
- Anni Novanta, Bologne, Rimini, Cattolica
- Long Live the New Flesh, Kettle’s Yrad Gallery, Cambridge
- 10 Jahre Kunstfonds, Bonner Kunstverein, Bonn
- NO, galerie 1900-2000, Paris

1990
- Common Market, Richard Kuhlenschmidt Gallery, Santa Monica, Los Angeles
- Artistes de Colonia/allò bell, allò sinistre, Centre d’Art Santa Monica, Barcelone
- Aperto, Biennale de Venise, Venise
- Un art de la Distinction, Abbaye Saint-André, Meymac

1989
- Aspects de la Jeune Sculpture Européenne, Fondation Cartier, Jouy-en-Josas
- Prospect 89, Schirn Kunsthalle, Frankfurt
- Kunst der letzen 10 Jahre, Museum Moderner Kunst, Vienne
- D&S, Kunstverein, Hamburg
- Einleuchten, Deichtorhallen, Hamburg

1988
- Espacios Alemanes, Museo Pablo Gagallo, Zaragoza
- Abstract Tendencies in New German Art, Karl Bornstein Gallery, Santa Monica, Los Angeles
- Grünfeld, Locher, Walz, Galerie Fucares, Madrid
- Skulpturen, Galerie Six Friedrich, Munich

1987
- Denkpause, Karsten Schubert Ltd, Londres
- Interim Art, Londres
- Manierismus subjektiv, Galerie Krinzinger, Vienne
- Absprünge, Museum für Neue Kunst, Freiburg
- Villa Merkel, Esslingen
- Badischer Kunstverein, Karlsruhe
- Material Art, Althea Viafora Gallery, New York

1986
- Pespektive, Art 17, Bâle

1984
- Kunstlandschaft BRD, Kasseler Kunstverein, Cassel

## Publications
2006 	  	
- Thomas Grünfeld, publ. Galleria Metta, Madrid

2001 	  	
- spy, Thomas Grünfeld, Gary Hume, Andreas Schulze, publ. Monika Sprüth & Philomene Magers, Cologne / Munich

2000 	  	
- Thomas Grünfeld, Heimspiel, publ. Monika Sprüth & Philomene Magers, Cologne / Munich

1999 	  	
- Thomas Grünfeld, Déformation Professionnelle, Text: Udo Kittelmann and Kathrin Luz, publ. Cantz, Ostfildern

1996 	  	
- Thomas Grünfeld, selected works ’86 - ’95, publ.: Éditions Max Müller, Stuttgart

1995 	  	
- Thomas Grünfeld, Gummis, publ.: Galerie im Taxispalais, Innsbruck

1992 	  	
- Thomas Grünfeld, Text: Fernando Castro, publ.: Casa de Cultura, Teneriffa
- Thomas Grünfeld, Gummis, Installation, publ.: Galerie Jousse Seguin, Paris

1990 	  	
- Thomas Grünfeld, Gummis, Watz, publ.: Galeria Antoni Estrany, Barcelona
- Thomas Grünfeld, misfits I-VII, Text: Stuart Morgan, publ.: Karsten Schubert Ltd, London

1988 	  	
- Thomas Grünfeld, Text: Thomas Locher, publ.: Galerie Krinzinger, Vienna

1984
- Thomas Grünfeld, Text: Phillippe Sublet, publ.: Tanja Grunert, Cologne

1983 	  	
- Thomas Grünfeld, Text: Hans Brög, Stephanie Rapp, publ.: Galerie Schmitz & Becker, Duisburg